# Nicola Zalewski
Nicola Zalewski (født 23. januar 2002) er en polsk professionel fodboldspiller, der spiller for Serie A- klubben Inter Milan. Han er født og opvokset i Italien af polske forældre, og han valgte at spille for det polske landshold.

## Klubkarriere

### Roma
Zalewski fik sin professionelle debut for Roma den 6. maj 2021 i Europa League -semifinalen mod Manchester United, hvor han erstattede Pedro Rodriguez i det 76. minut.  Han debuterede i Serie A tre dage senere, den 9. maj, ved en hjemmekamp mod Crotone. Den 29. december annoncerede Roma, at hans kontrakt var blevet forlænget til 2025.
Den 12. marts 2023 scorede han sit første mål i et 3-4 nederlag mod Sassuolo.  Den 3. juni 2023 scorede han et mål i 2-1 sejren over Spezia. Den 12. december 2024 spillede han hele kampen og lavede en assist i en Europa League kamp mod Braga, som Roma vandt med 3-0.

### Inter Milan
Den 1. februar 2025 blev Zalewski udlejet til Serie A-klubben Inter Milan med en købsoption. Dagen efter debuterede Zalewski for klubben mod Inters rivaler AC Milan, hvor han blev indskiftet i det 76. minut. Han lavede en assist til Stefan de Vrijs i overtiden. Zalewski scorede sit første mål for Inter i en udekamp mod Torino, som Inter vandt 2-0. Zalewskis mål var kampens første mål.
Den 23. juni 2025 annoncere Inter officielt at de havde brugt købsoption, hvilket gjorde skiftet permanent. 

## Landsholdskarriere
Han debuterede for landsholdet den 5. september 2021 i VM-kvalifikationskampen mod San Marino, hvor han blev indskiftet i det 66. minut og lavede en assist til Adam Buksa i det 94. minut, der gjorde det til en 7-1 sejr for Polen. 
Den 7. juni 2024 blev Zalewski udtaget til UEFA EM 2024.  Tre dage senere scorede han sit første mål for Polen i det 90. minut i en venskabskamp mod Tyrkiet, hvor Polen vandt 2-1.
Den 5. september 2024 scorede Zalewski et straffespark i sidste øjeblik mod Skotland i gruppespillet af UEFA Nations League. Polen vandt dermed kampen 3-2. Den næste måned scorede han også i en 3-3 kamp mod Kroatien i samme turnering.

## Privatliv
Zalewski blev født i Tivoli af polske forældre, men voksede op i Poli. Han har en søster der hedder Jessica. Hun blev født i 1992. Hans far, Krzysztof Zalewski, døde af kræft den 24. september 2021.